# Brug 753
Brug 753 is een vaste brug in Amsterdam Nieuw-West.
De brug maakt deel uit van het verkeerssysteem dat de Sloterplas omringt. Bij het uitgraven van die plas lag ter plekke een sloot, die aansloot op het toen nog landelijk gebied ten westen van de plas. Omdat de waterniveaus verschilden werd daar een dam aangelegd. Bij het steeds verder uitgraven van het meer, kwam die dam te liggen schuin tussen wat later Meer en Vaart en Torenwijck zouden worden. Als later de weg Meer en Vaart definitief wordt aangelegd komt er een loodrechte oversteek over de sloot, die dan ook al recht het achterland in loopt. Er wordt dan ook al brug 755 gepland bij Hoekenes. In 1958 is de eerste dam verwijderd, men is begonnen met het langzaam uitgraven van de Osdorpergracht. De weg gaat vervolgens nog over twee vlak naast elkaar liggende dammen. Een dam in wat Meer en Vaart zou worden; de ander nog geen 10 meter verder in wat Geer Ban zou moeten worden, maar waar later van afgezien werd.
In april 1960 werden voorbereidende werkzaamheden voor de brug gedaan, de Osdorpergracht is dan nog niet uitgegraven. De paalfundering ging in september 1962 de grond in. Er kwam hier een relatief brede brug. Het ontwerp is afkomstig van Dick Slebos van de Dienst der Publieke Werken, die meerdere bruggen rond de Sloterplas ontwierp.
Als men in 1964 begint met de bouw van Torenwijck ligt de brug er nog als nieuw bij. Ook dan heeft de brug al door een middenberm gescheiden rijstroken, aan beide zijden daarvan nog fiets- en voetpaden. De brug wordt daarbij gedragen door de landhoofden en twee brugpijlers in de vorm van jukken, die in het water staan. Op de landhoofden staan balustrades die ter hoogte van de overspanning overgaan in leuningen. Deze leuningen zijn grijs gekleurd, de uiteinden daarvan buigen af aan de landzijden van de balustrades. Over de volle lengte vindt men dan de typisch blauwe leuningvarianten van de Dienst der Publieke Werken.  
Vanaf lente 2018 wordt er gewerkt aan de brug. De middenberm maakt plaats voor een vrije busbaan voor de Westtangent Amsterdam tussen Station Amsterdam Sloterdijk en Schiphol. De vernieuwde brug is begin 2021 klaar. Trimmers die het Rondje Sloterplas lopen hoeven vanaf 2018 geen gebruik meer te maken van de brug; voor hun is de Prinses Amaliabrug gebouwd.

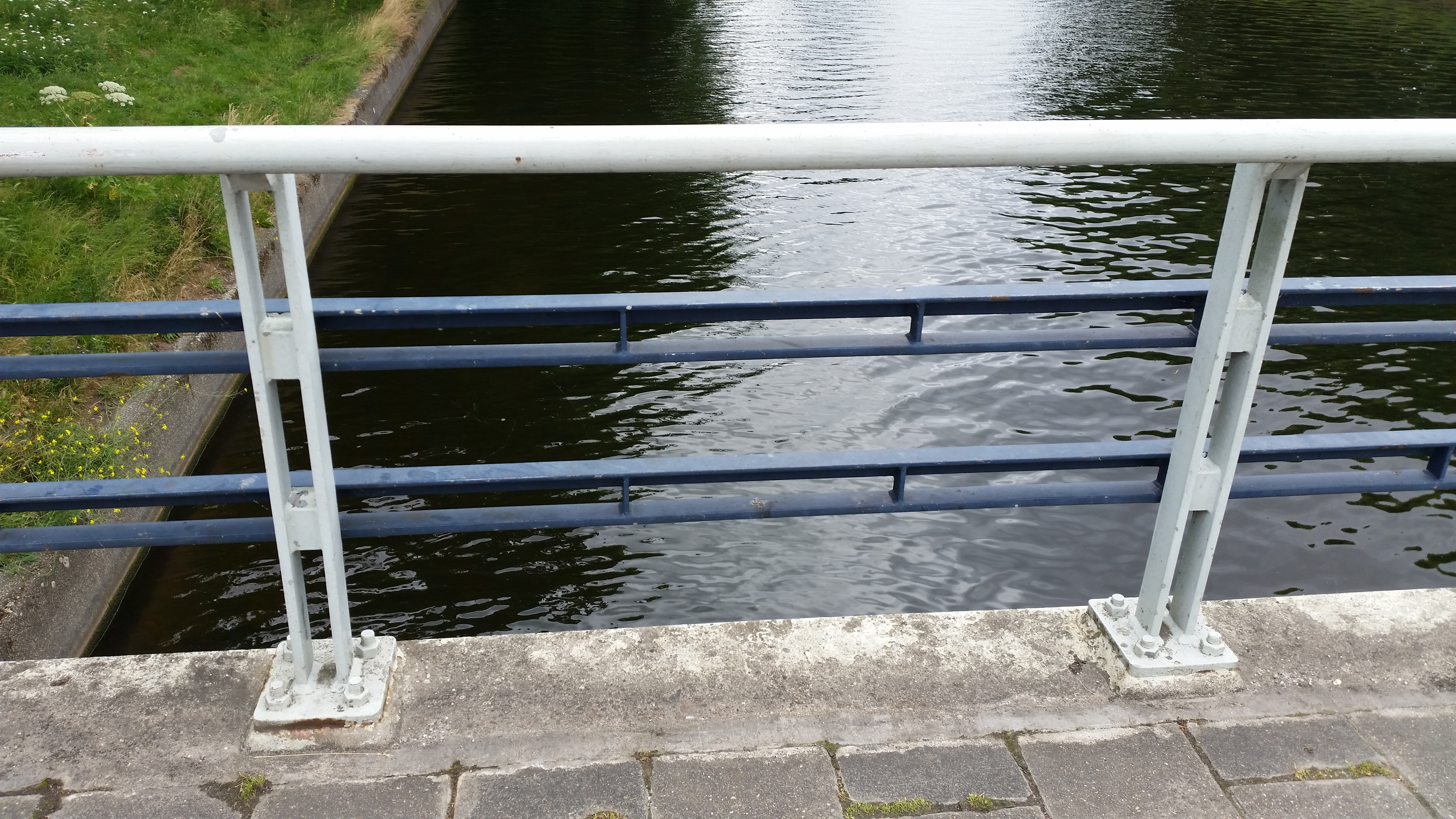
Detailfoto van leuning (juni 2018)

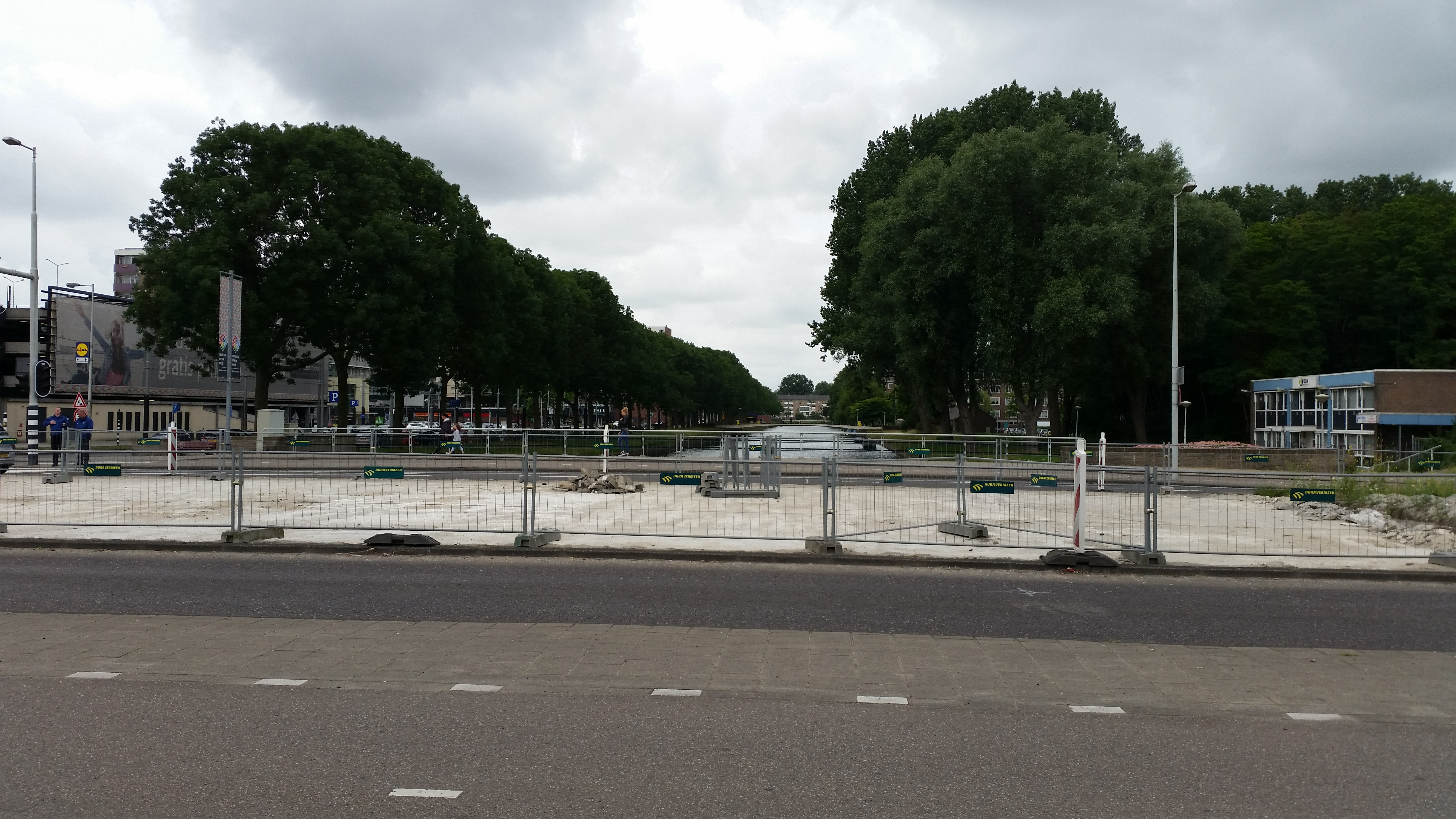
Brug 753 met Osdorpergracht (juni 2018)

<<< · 700 · 701 · 702 · 703 · 704 · 705 · 706 · 707 · 708 · 709 · 710 · 711 · 712 · 713 · 714 · 715 · 716 · 717 · 718 · 719 · 720 · 721 · 722 · 725 · 726 · 729 · 730-738 · 739 · 740 · 741 · 742 · 743 · 744 · 745 · 746 · 747 · 748 · 749 · 751 · 752 · 753 · 754 · 755 · 756 · 757 · 758 · 759 · 760 · 761 · 762 · 763 · 764 · 765 · 766 · 767 · 768 · 769 · 770 · 771 · 772 · 773 · 775 · 776 · 777 · 778 · 779 · 780 · 781 · 782 · 783 · 784 · 786 · 787 · 788 · 789 · 790 · 791 · 792 · 793 · 794 · 795 · 797 · >>>
Brugnummers  723, 724, 727, 728, 750, 774, 785, 796 (niet gerealiseerde brug over de Slotervaart), 798 en 799 zijn niet vergeven.